# 小池翔大
小池 翔大（こいけ しょうた、1988年6月24日 - ）は、東京都葛飾区出身の元プロ野球選手（捕手）。右投右打。

## 経歴

### プロ入り前
葛飾区立高砂小学校1年から投手兼捕手として野球を始める。
修徳学園中時代は、軟式野球部に所属し3年時に第25回全国中学校軟式野球大会で準優勝を果たす。
常総学院高では、1年時の秋から正捕手となり2年時の春、3年時の夏と2度の甲子園出場を果たす。高校通算7本塁打。当時から、ドラフト候補に挙げられていた。
青学大に進学すると、1年時の春季リーグからレギュラーとして出場。開幕の駒大戦でリーグ史上初となる満塁本塁打を放ちデビューを飾ると、リーグ10位となる打率.289をマーク、ベストナインを受賞した。
しかし、2年時の秋は肩を痛め指名打者としての出場、打率も.171と低調に終わった。故障が癒えた3年時の春は再び5番捕手として復活、自身の好リードもあり3季連続で下位に沈んでいたチームの2位浮上に貢献、第37回日米大学野球選手権大会日本代表に選出され、正捕手に抜擢された。3年秋にチームは二部に降格したが、4年春に1シーズンで一部に復帰。第5回世界大学野球選手権日本代表に選出された。東都大学1部リーグ通算82試合に出場、272打数70安打、打率.257、5本塁打、26打点。2部・11試合、38打数14安打、打率.368、4本塁打、8打点。
2010年10月28日、プロ野球ドラフト会議にて千葉ロッテマリーンズから4位指名を受けた。

### プロ入り後

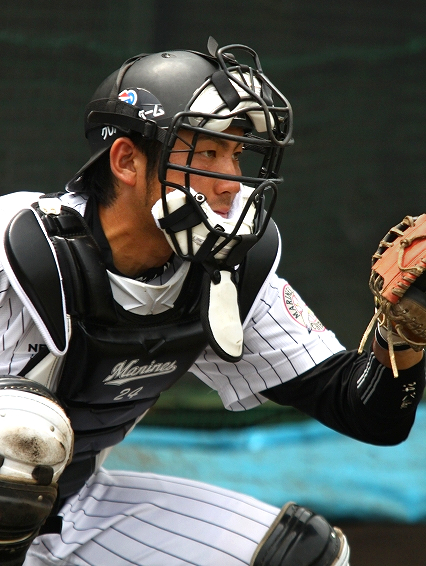
ロッテ浦和球場のブルペンにて（2011年）

1年目の2011年シーズンは、春季キャンプ一軍スタートとなる。
2年目の2012年シーズンは、8月15日の福岡Yahoo! JAPANドームでの福岡ソフトバンクホークス戦にて一軍初出場。
4年目の2014年シーズンは、二軍で54試合に出場し、打率.379の成績を残すも、10月25日に球団から戦力外通告を受ける。12月2日、自由契約公示される。

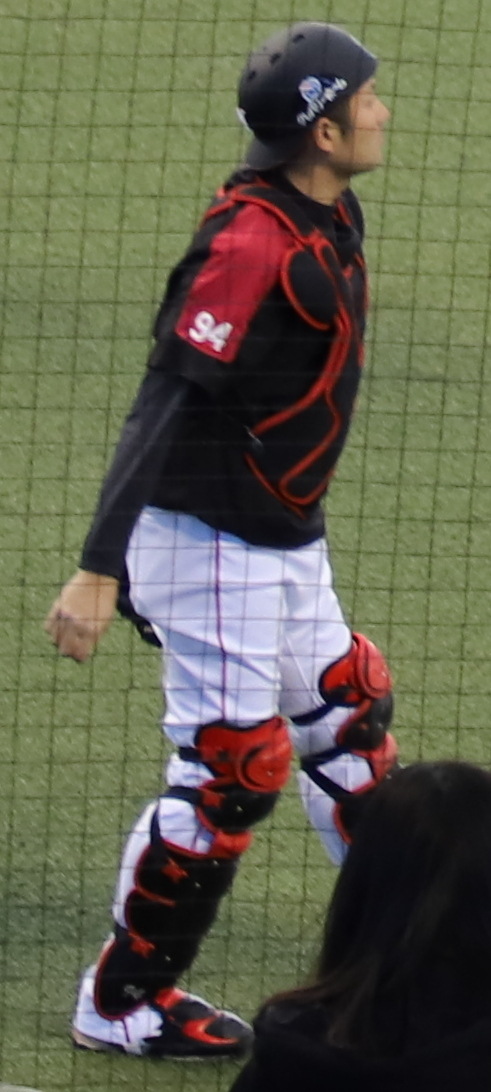
2019年4月2日

2015年シーズンからはチームスタッフ（二軍用具係）となる。2017年からはブルペン捕手も兼務する。

## 人物
元フジテレビアナウンサーの三田友梨佳とは、青山学院大学硬式野球部の選手とマネージャーという間柄で、同期にあたる。
足のサイズは30cmである。
既婚者で、2017年3月に長女が誕生。2018年12月に次女が誕生。

## 詳細情報

### 年度別打撃成績
| 年 度     | 球 団     | 試 合 | 打 席 | 打 数 | 得 点 | 安 打 | 二 塁 打 | 三 塁 打 | 本 塁 打 | 塁 打 | 打 点 | 盗 塁 | 盗 塁 死 | 犠 打 | 犠 飛 | 四 球 | 敬 遠 | 死 球 | 三 振 | 併 殺 打 | 打 率 | 出 塁 率 | 長 打 率 | O P S |
| --------- | --------- | ----- | ----- | ----- | ----- | ----- | -------- | -------- | -------- | ----- | ----- | ----- | -------- | ----- | ----- | ----- | ----- | ----- | ----- | -------- | ----- | -------- | -------- | ----- |
| 2012      | ロッテ    | 1     | 1     | 1     | 0     | 0     | 0        | 0        | 0        | 0     | 0     | 0     | 0        | 0     | 0     | 0     | 0     | 0     | 0     | 0        | .000  | .000     | .000     | .000  |
| 通算：1年 | 通算：1年 | 1     | 1     | 1     | 0     | 0     | 0        | 0        | 0        | 0     | 0     | 0     | 0        | 0     | 0     | 0     | 0     | 0     | 0     | 0        | .000  | .000     | .000     | .000  |

### 年度別守備成績
| 年 度 | 捕手   | 捕手 | 捕手 | 捕手 | 捕手 | 捕手 | 捕手   | 捕手   | 捕手   | 捕手   | 捕手   |
| 年 度 | 試合数 | 刺殺 | 補殺 | 失策 | 併殺 | 捕逸 | 守備率 | 企図数 | 許盗塁 | 盗塁刺 | 阻止率 |
| ----- | ------ | ---- | ---- | ---- | ---- | ---- | ------ | ------ | ------ | ------ | ------ |
| 2012  | 1      | 1    | 0    | 0    | 0    | 0    | 1.000  | 1      | 0      | 0      | -      |
| 通算  | 1      | 1    | 0    | 0    | 0    | 0    | 1.000  | 1      | 0      | 0      | -      |

### 記録
初記録
- 初出場：2012年8月15日、対福岡ソフトバンクホークス17回戦（福岡Yahoo! JAPANドーム）、7回表に田中雅彦の代打で出場
- 初打席：同上、7回表に金澤健人から二塁ゴロ

### 背番号
- 24 （2011年 - 2013年）
- 57 （2014年）
- 94 （2017年 - 2022年）
- 101 （2023年 - ）